# Saison 2021 de l'équipe cycliste UAE Emirates
La saison 2021 de l'équipe cycliste UAE Emirates est la vingt-troisième de cette équipe, la cinquième sous ce nom.

## Coureurs et encadrement technique

### Arrivées et départs
| Coureur           | Provenance              | Durée contrat |
| ----------------- | ----------------------- | ------------- |
| Juan Ayuso        | Colpack-Ballan          | 2021-2025     |
| Finn Fisher-Black | Jumbo-Visma Development | 2021-2024     |
| Ryan Gibbons      | NTT Pro Cycling         | 2021-2022     |
| Felix Groß        | Rad-net Rose            | 2021-2024     |
| Marc Hirschi      | Sunweb                  | 2021-2023     |
| Rafał Majka       | Bora-Hansgrohe          | 2021-2022     |
| Matteo Trentin    | CCC Team                | 2021-2022     |

| Coureur          | Nouvelle équipe | Durée contrat |
| ---------------- | --------------- | ------------- |
| Fabio Aru        | Qhubeka Assos   | 2021          |
| Tom Bohli        | Cofidis         | 2021-2022     |
| Sergio Henao     | Qhubeka Assos   | 2021-2022     |
| Jasper Philipsen | Alpecin-Fenix   | 2021-2022     |
| Edward Ravasi    | Eolo-Kometa     | 2021          |

### Effectif actuel
| Coureur              | Date de Nais.              | Equipe en 2020          | Cont. |
| -------------------- | -------------------------- | ----------------------- | ----- |
| Andrés Camilo Ardila | 2 juin 1999 (22 ans)       | UAE Emirates            | 2023  |
| Juan Ayuso           | 19 septembre 2002 (19 ans) | Colpack-Ballan          | 2025  |
| Mikkel Bjerg         | 3 novembre 1998 (23 ans)   | UAE Emirates            | 2022  |
| Sven Erik Bystrøm    | 21 janvier 1992 (29 ans)   | UAE Emirates            | 2021  |
| Valerio Conti        | 30 mars 1993 (28 ans)      | UAE Emirates            | 2021  |
| Rui Costa            | 5 octobre 1986 (35 ans)    | UAE Emirates            | 2022  |
| Alessandro Covi      | 28 septembre 1998 (23 ans) | UAE Emirates            | 2024  |
| David de la Cruz     | 6 mai 1989 (32 ans)        | UAE Emirates            | 2021  |
| Joe Dombrowski       | 12 mai 1991 (30 ans)       | UAE Emirates            | 2021  |
| Finn Fisher-Black    | 21 décembre 2001 (20 ans)  | Jumbo-Visma Development | 2024  |
| Davide Formolo       | 25 octobre 1992 (29 ans)   | UAE Emirates            | 2021  |
| Fernando Gaviria     | 19 août 1994 (27 ans)      | UAE Emirates            | 2022  |
| Ryan Gibbons         | 13 août 1994 (27 ans)      | NTT Pro Cycling         | 2022  |
| Felix Groß           | 4 septembre 1998 (23 ans)  | Rad-net Rose            | 2024  |
| Marc Hirschi         | 24 août 1998 (23 ans)      | Sunweb                  | 2023  |
| Alexander Kristoff   | 5 juillet 1987 (34 ans)    | UAE Emirates            | 2021  |

| Coureur                | Date de Nais.               | Equipe en 2020 | Cont. |
| ---------------------- | --------------------------- | -------------- | ----- |
| Vegard Stake Laengen   | 7 février 1989 (32 ans)     | UAE Emirates   | 2022  |
| Rafał Majka            | 12 septembre 1989 (32 ans)  | Bora-Hansgrohe | 2022  |
| Marco Marcato          | 11 février 1984 (37 ans)    | UAE Emirates   | 2021  |
| Brandon McNulty        | 2 avril 1998 (23 ans)       | UAE Emirates   | 2022  |
| Yousif Mirza           | 8 octobre 1988 (33 ans)     | UAE Emirates   | 2021  |
| Sebastian Molano       | 4 novembre 1994 (27 ans)    | UAE Emirates   | 2022  |
| Cristian Muñoz         | 20 mars 1996 (25 ans)       | UAE Emirates   | 2021  |
| Ivo Oliveira           | 5 septembre 1996 (25 ans)   | UAE Emirates   | 2021  |
| Rui Oliveira           | 5 septembre 1996 (25 ans)   | UAE Emirates   | 2021  |
| Tadej Pogačar          | 21 septembre 1998 (23 ans)  | UAE Emirates   | 2027  |
| Jan Polanc             | 17 mars 1992 (29 ans)       | UAE Emirates   | 2022  |
| Aliaksandr Riabushenko | 12 octobre 1995 (26 ans)    | UAE Emirates   | 2021  |
| Maximiliano Richeze    | 7 mars 1983 (38 ans)        | UAE Emirates   | 2021  |
| Matteo Trentin         | 2 août 1989 (32 ans)        | CCC Team       | 2022  |
| Oliviero Troia         | 1er septembre 1994 (27 ans) | UAE Emirates   | 2022  |
| Diego Ulissi           | 15 juillet 1989 (32 ans)    | UAE Emirates   | 2022  |